# Туренин, Михаил Самсонович
Михаил Самсонович Туренин (ум. 1611) — князь, дворянин московский и воевода, окольничий (1604) и боярин (1607).
Четвёртый из пятерых сыновей воеводы князя Самсона Ивановича Туренина. Рюрикович в XXI колене.

## Биография
Дворянин московский, записан в списке которые служат из выбора (1577). В 1579 году отправлен на год воеводой в Орёл, откуда в феврале 1580 года ходил с орловскими ратными людьми на Ржеву. В 1581 году — второй воевода в Смоленске. В апреле 1582 года послан «по крымским вестем» в Коломну со сторожевым полком вторым воеводой.
В 1583 году находился на воеводстве в Юрьевце Поволжском. Летом стоял «на берегу» в сторожевом полку вторым воеводой. «На осень после болших воевод по другой росписи октября с 20-го числа.. стоял на Кошире… в сторожевом полку». В 1584 году — второй воевода большого полка в Серпухове, после роспуска «больших» воевод «с берега» отправлен в Коломну командовать сторожевым полком. В ноябре «по нагайским вестям» отправлен в Зарайск первым воеводой передового полка. Тогда же местничал с воеводой из большого полка с князем Д. И. Хворостининым. В апреле 1585 года отправлен «на берег в приезд писати дворян и детей боярских; в болшой полк в Серпухов». В 1586 году — второй воевода сторожевого полка под Коломной.
В 1588 году, во время своей службы в Дедилове вновь местничал с князем Дмитрием Ивановичем Хворостининым, стоявшим в Туле с большим полком. В свою очередь, с Турениным заместничали воевода из большого полка князь И. П. Ромодановский. И вот, «… июля в 18 день велел государь царь… воеводу князь Михаила Туренина в своей государевой опале взяти к Москве».
С 1588/1589 года числился в московских дворянах. В 1589 году назначен вторым воеводой в Дедилов к князю А. И. Голицыну, с которым тут же вступи в местнический спор, в результате которого обоих отправили под стражей в Москву, а на их место прислали других воевод.
В 1590 году командовал сторожевым полком под формальным начальством касимовского царевича Ураз-Мухаммеда во время шведского похода русской армии под предводительством царя Фёдора Иоанновича. Участвовал в штурме Ругодива (Нарвы): ходил «на пролом [в стене] по колыванской дороге к приступу». Летом 1590 года стоял «на берегу» с передовым полком вторым воеводой. В 1591 году — третий, а в 1592 году — второй воевода во Пскове. Тогда же с ним местничал третий воевода Григорий Иванович Морозов-Мещанинов. В марте 1594 года отправлен в Крапивну вторым воеводой.
В марте 1595 года отправлен вторым воеводой в Тулу. Тогда же с ним местничали: воевода из передового полка в Дедилове князь Григорий Петрович Ромодановский и воевода из сторожевого полка в Крапивне князь Иван Петрович Ромодановский. В 1597 году командовал большим полком в Серпухове «до больших воевод». Тогда же с ним местничал воевода из полка правой руки князь Д. Б. Приимков-Ростовский. При представлении Государю посла императора Рудольфа, дворянин московский, «сидел в золоте» (22 мая 1597).
В апреле 1601 года «по крымским вестем» прибыл в Епифань со сторожевым полком вторым воеводой. Управлял приказом Новгородской чети (1602). В марте 1604 года привел «по крымским вестем» в Новосиль передовой полк, а после ухода татар оставлен в крепости до лета воеводой. В войсках посланных против Лжедмитрия !, второй воевода Передового полка в Брянске, участвовал в битве под Новгород-Северском, вторым воеводою Сторожевого полка. (1604). Пожалован чином окольничего (1604). По смерти Бориса Годунова назначен 2-м воеводою Сторожевого полка (1605). В 1607 году пожалован боярством. Бывши вместе с князем Фёдором Тимофеевичем Долгоруковым воеводами в Коломне, при измене коломчан, присягнули Лжедмитрию (1610). По оставлению поляками Лжедмитрия присягнули Владиславу (26 августа 1610). Подписался на грамоте Московской боярской думы, смоленским воеводам, о немедленной сдачи Смоленска польскому королю Сигизмунду (февраль 1611). Подписался на грамоте той же думы, к послам, митрополиту Филарету и князю В. Голицыну, о том чтобы они немедленно ехали в Вильно, просить королевича Владислава поспешно прибыть в Москву на Царский престол и чтобы убедить Смоленских воевод сдать город Сигизмунду (февраль 1611).
В 1611 году боярин князь Михаил Самсонович Туренин скончался.
Имел дочь княжну Анну Михайловну выданную замуж за князя Ивана Одоевского.